# Borek (Pšov)
Borek (deutsch Worka) ist ein Ortsteil der Gemeinde Pšov in Tschechien. Er liegt vier Kilometer südwestlich von Žlutice und gehört zum Okres Karlovy Vary.

## Geographie
Borek befindet sich im Tepler Hochland linksseitig des Baches Borecký potok (Workabach), der nördlich des Dorfes in einem tief eingeschnittenen Tal der Střela zufließt. Östlich von Borek wird der Bach in dem großen Teich Borecký rybník angestaut, nordwestlich unterhalb der Burgruine Štědrý hrádek speist er den Mlýnský rybník.
Nördlich erhebt sich der Pohořelec (554 m) mit der Ruine Štědrý hrádek. Nordöstlich liegt der Nevděk (630 m). Im Westen verläuft die Eisenbahnstrecke Rakovník-Bečov nad Teplou, die nördlich von Borek durch das Tal des Borecký potok führt und am Pohořelec in zwei Tunneln die Bachschleifen durchquert. Die Bahnstation "Borek u Žlutic" liegt anderthalb Kilometer nordwestlich im Tal bei Nový Dvůr.
Nachbarorte sind Semtěš im Norden, Hradský Dvůr und Kobylé im Nordosten, Pšov im Osten, Domašín im Südosten, Zbraslav im Süden, Prohoř im Südwesten, Štědrá im Westen sowie Nový Dvůr und Mostec im Nordwesten.

## Geschichte
Die erste  schriftliche Erwähnung des Dorfes stammt aus dem Jahre 1360. Zu dieser Zeit gehörte der Ort zur Herrschaft Burglin. Gepfarrt war das Dorf nach Štědrá. Im 19. Jahrhundert wurde in Worka eine Kapelle errichtet.
1850 entstand die politische Gemeinde Worka im Bezirk Luditz. Im Jahre 1880 bestand Worka einschließlich der Workaer Mühle und dem Vorwerk Neuhof aus 26 Häusern und hatte 139 deutschsprachige Einwohner. 1930 hatte das Dorf wieder 139 Einwohner, 1939 nur noch 128. Nach dem Münchner Abkommen wurde Worka 1938 dem Deutschen Reich zugeschlagen und gehörte bis 1945 zum Landkreis Luditz. Nach dem Ende des Zweiten Weltkrieges kam Borek zur Tschechoslowakei zurück und wurde 1949 in den Okres Toužim eingeordnet. Am 1. Januar 1961 erfolgte die Eingemeindung nach Pšov, gleichzeitig wurde das Dorf Teil des Okres Karlovy Vary. Borek ist ein rein landwirtschaftliches Dorf. Der Besitzer der Borecký Mlýn betreibt Fischzucht. Borek besteht aus 15 Häusern, in denen in den Jahren 1991 und 2001 jeweils 34 Menschen lebten.

## Ortsgliederung
Zum Ortsteil Borek gehören das Vorwerk Nový Dvůr (Neuhof) und die Borecký Mlýn (Workamühle).

## Sehenswürdigkeiten
- Burgruine Štědrý hrádek auf dem Pohořelec
- Tal des Borecký potok mit Eisenbahntunneln
- Kapelle St. Martin, erbaut in der 1. Hälfte des 19. Jahrhunderts
- Teich Borecký rybník